# Gentiana burkillii
Gentiana burkillii är en gentianaväxtart som beskrevs av H. Smith. Gentiana burkillii ingår i släktet gentianor, och familjen gentianaväxter. Inga underarter finns listade i Catalogue of Life.